# Camponotus sansabeanus
Camponotus sansabeanus é uma espécie de inseto do gênero Camponotus, pertencente à família Formicidae.